# Associazione Sportiva Angizia Luco 1985-1986
Questa voce raccoglie le informazioni riguardanti l'Associazione Sportiva Angizia Luco nelle competizioni ufficiali della stagione 1985-1986.

## Rosa
| N. |                   | Ruolo | Calciatore               |
| -- | ----------------- | ----- | ------------------------ |
|    | Italia (bandiera) | C     | Massimiliano Artibani    |
|    | Italia (bandiera) | C     | Tullio Biscetti          |
|    | Italia (bandiera) | C     | Giovanni Cherubini       |
|    | Italia (bandiera) |       | Ciocci                   |
|    | Italia (bandiera) | P     | Marcantonio Cirella      |
|    | Italia (bandiera) | A     | Duilio D'Alessandro (II) |
|    | Italia (bandiera) | C     | Luigi D'Alessandro (I)   |
|    | Italia (bandiera) | D     | Augusto D'Ascanio        |
|    | Italia (bandiera) | D     | Angelo De Luca           |
|    | Italia (bandiera) | P     | Fiorenzo Di Benedetto    |
|    | Italia (bandiera) | C     | Candido Di Felice        |
|    | Italia (bandiera) | A     | Vittorio D'Onofrio       |
|    | Italia (bandiera) | P     | Giovanni Falessi         |

| N. |                   | Ruolo | Calciatore           |
| -- | ----------------- | ----- | -------------------- |
|    | Italia (bandiera) | D     | Pietro Ferzoco       |
|    | Italia (bandiera) | A     | Giovanni Ludovisi    |
|    | Italia (bandiera) | D     | Maurizio Mannino     |
|    | Italia (bandiera) | C     | Fabio Mosca          |
|    | Italia (bandiera) | C     | Marino Murzilli      |
|    | Italia (bandiera) | A     | Massimo Papini       |
|    | Italia (bandiera) | D     | Giorgio Pellegrini   |
|    | Italia (bandiera) | A     | Mauro Piciollo       |
|    | Italia (bandiera) | D     | Massimiliano Ramacci |
|    | Italia (bandiera) | C     | Raffaele Roberto     |
|    | Italia (bandiera) | C     | Stefano Santirocchi  |
|    | Italia (bandiera) | D     | Omar Scatena         |
|    | Italia (bandiera) |       | Tamborini            |